# Сущинська сільська рада
Сущи́нська сільська́ ра́да — адміністративно-територіальна одиниця та орган місцевого самоврядування в Теребовлянському районі Тернопільської області. Адміністративний центр — село Сущин.

## Загальні відомості
- Сущинська сільська рада утворена в 1939 році.
- Територія ради: 4,934 км²
- Населення ради: 944 особи (станом на 2001 рік)
- Територією ради протікає річка Гнізна.

## Населені пункти
Сільській раді підпорядковані населені пункти:
- с. Сущин
- с. Остальці

## Склад ради
Рада складається з 14 депутатів та голови.
- Голова ради: Безкоровайний Андрій Григорович
- Секретар ради: Музика Ганна Степанівна

### Керівний склад попередніх скликань
| Прізвище, ім'я, по батькові     | Основні відомості                                                                                  | Дата обрання | Дата звільнення |
| ------------------------------- | -------------------------------------------------------------------------------------------------- | ------------ | --------------- |
| Безкоровайний Андрій Григорович | Сільський голова, 1977 року народження, освіта вища, член Всеукраїнського об'єднання «Батьківщина» | 26.03.2006   | 31.10.2010      |
| Безкоровайний Андрій Григорович | Сільський голова, 1977 року народження, освіта вища, член Всеукраїнського об'єднання «Батьківщина» | 31.10.2010   |                 |

Примітка: таблиця складена за даними сайту Верховної Ради України

### Депутати
За результатами місцевих виборів 2010 року депутатами ради стали:

#### За суб'єктами висування
| Суб'єкт висування | Кількість обраних депутатів | %   |
| ----------------- | --------------------------- | --- |
| Самовисування     | 14                          | 100 |

#### За округами
| № округу | Прізвище, ім'я, по батькові   | Дата визнання обраним | Освіта             | Партійна приналежність                        | Відомості про обраного депутата          |
| -------- | ----------------------------- | --------------------- | ------------------ | --------------------------------------------- | ---------------------------------------- |
| 1        | Шеремета Віталій Романович    | 01.11.2010            | середня            | позапартійний                                 |                                          |
| 2        | Музика Ганна Степанівна       | 01.11.2010            | незакінчена вища   | член Всеукраїнського об'єднання «Батьківщина» | Сущинська сільська рада, секретар        |
| 3        | Затварницька Наталія Іванівна | 01.11.2010            | вища               | позапартійна                                  | Сущинська загальноосвітня школа, вчитель |
| 4        | Гетман Василь Петрович        | 01.11.2010            | середня спеціальна | позапартійний                                 | тимчасово не працює                      |
| 5        | Чайка Софія Іванівна          | 01.11.2010            | середня спеціальна | позапартійна                                  | ЦКРЛ м. Теребовля, санітарка             |
| 6        | Мнюх Михайло Іванович         | 01.11.2010            | середня спеціальна | член Всеукраїнського об'єднання «Батьківщина» | тимчасово не працює                      |
| 7        | Онукевич Марія Євстахівна     | 01.11.2010            | середня спеціальна | позапартійна                                  | тимчасово не працює                      |
| 8        | Холодзьон Богдан Михайлович   | 01.11.2010            | середня спеціальна | позапартійний                                 | Відділ культурим. Теребовля, бібліотекар |
| 9        | Лобазович Василь Михайлович   | 01.11.2010            | середня спеціальна | позапартійний                                 | священно-служитель                       |
| 10       | Відзяк Юлія Богданівна        | 01.11.2010            | середня спеціальна | позапартійна                                  | М/Л № 1 м. Тернопіль, молодша медсестра  |
| 11       | Зальопаний Ігор Іванович      | 01.11.2010            | середня спеціальна | позапартійний                                 | будівельник                              |
| 12       | Михалків Іванна Миколаївна    | 01.11.2010            | середня спеціальна | позапартійна                                  | тимчасово не працює                      |
| 13       | Бучинська Іванна Миколаївна   | 01.11.2010            | середня спеціальна | позапартійна                                  | тимчасово не працює                      |
| 14       | Онукевич Іванна Михайлівна    | 01.11.2010            | середня спеціальна | позапартійна                                  | тимчасово не працює                      |